# Вернон (Ер)
Вернон (фр. Vernon) град је у Француској, у департману Ер.
По подацима из 1999. године број становника у месту је био 24.056.

## Демографија
| 1962.  | 1968.  | 1975.  | 1982.  | 1990.  | 1999.  | 2011.  |
| ------ | ------ | ------ | ------ | ------ | ------ | ------ |
| 17.247 | 18.872 | 22.422 | 22.243 | 23.659 | 24.056 | 24.772 |

## Партнерски градови
- Маса
- Бад Кисинген